# Olavo d'Eça Leal
 Olavo Correia Leite d'Eça Leal  (Lisboa, Coração de Jesus, 31 de julho de 1908 — Oxford, 17 de setembro de 1976) foi um escritor, artista gráfico, professor de desenho, ator de cinema e teatro, assistente de realização, realizador de anúncios televisivos e locutor português. 

## Biografia
Filho da dramaturga e poetisa Flávia Correia Leite d'Eça Leal, natural da freguesia do Sacramento, concelho de Lisboa, e do poeta Thomaz d'Aquino Pereira d'Eça e Albuquerque Leal, natural da freguesia dos Anjos, concelho de Lisboa.
Foi educado em Paris e frequentou o Colégio Militar.
Na sua obra inclui a poesia a ficção, as artes plásticas, o teatro radiofónico e o cinema.
Colaborou na revista Contemporânea (1915-1926)  e na revista Litoral  (1944-1945).
Morreu a 17 de setembro de 1976, em Oxford, no Reino Unido.
A Câmara Municipal de Lisboa prestou-lhe homenagem ao atribuir o seu nome a um arruamento de Lisboa, situado na freguesia de São Domingos de Benfica.

## Vida pessoal
Casou primeira vez em Lisboa, na casa da noiva, área da 7.ª Conservatória do Registo Civil, a 24 de dezembro de 1931, com Luísa Maria Dúlio Ribeiro, natural da freguesia da Conceição Nova, concelho de Lisboa, divorciada de Jaime Crisóstomo da Caridade Higino Dias Ribeiro por sentença de 18 de julho de 1928 e filha ilegítima de Francisco António Dúlio Ribeiro, proprietário, e de Maria dos Prazeres Franco, doméstica, natural da freguesia de Dois Portos, concelho de Torres Vedras. O casamento foi celebrado em "inteira, completa e absoluta separação de bens" e foi dissolvido por divórcio, decretado por sentença de 13 de dezembro de 1962, com fundamento em "separação de facto, livremente consentida, por dez anos consecutivos" (cf. n.º 8 do artigo 4.º da Lei do Divórcio - decreto de 3 de novembro de 1910). Do casamento nasceu um filho, Paulo Guilherme Tomáz Dúlio Ribeiro d'Eça Leal (1932-2010).
Teve uma relação com Clara Oliveira Amaral, de quem teve um filho, Olavo Oliveira Amaral d'Eça Leal.
Casou segunda vez em Lisboa, na 2.ª Conservatória do Registo Civil, a 14 de abril de 1963, com Emília de Abreu Pinto, natural da freguesia de Alcântara, concelho de Lisboa, filha de Jaime Humberto Pinto e de Maria Augusta de Abreu, de quem teve dois filhos, o arquiteto Tomaz Olavo Pinto d'Eça Leal (1955) e Flávia Abreu Pinto d'Eça Leal (1952). Era irmão da locutora Maria Helena d' Eça Leal.

## Obras
- Provérbios (1928);
- A História de Portugal para os Meninos Preguiçosos (1933);
- História extraordinária de Iratan e Iracema, os meninos mais malcriados do mundo (1939), uma obra de literatura infantil - Prémio Maria Amália Vaz de Carvalho (Literatura Infantil) (1939).
- Fim de Semana (1940);
- Falar por Falar (1943);
- Nem Tudo Se Perde no Ar (1946);
- O Processo arquivado e outras novelas (1948) - Prémio Fialho de Almeida;
- A Taça de Ouro (1953);
- Conceituado Comerciante (1958) - com ilustrações e capa do seu filho Paulo-Guilherme;
- O Amor, o Dinheiro e a Morte (1960).

## Teatro
- Noite de Natal - Teatro do Ginásio (1930);
- A Casa Encantada;
- A Rosa Vermelha;
- Um Homem de Génio;
- A Taça de Oiro - Teatro Nacional D. Maria II (1953) ;
- Noite de Paz - apresentada em 1960 na televisão;
- O Amor, o Dinheiro e a Morte - Teatro Trindade (1960);

### Traduções
- A Viagem de Suzette de  Alfred Duru e Henri Chivot - Teatro Avenida (1890);
- A Visita da Velha Senhora de Friedrich Durrematt - Teatro Nacional D. Maria II (1960).

## Cinema
- Como actor: Ladrão Precisa-se e Sonho de Amor (1945) de Carlos Porfírio;
- Como assistente de realização: Severa de Leitão de Barros e Revolução de Maio de António Lopes Ribeiro.